# Tomasz Wróblewski
Tomasz Wróblewski med artistnamnet Orion, född 2 juni 1980 i Warszawa, är en polsk musiker och låtskrivare. Sedan 2003 är han basist i black/death metal-bandet Behemoth. Wróblewski grundade 1997 black metal-bandet Vesania där han är sångare, gitarrist och huvudsaklig låtskrivare. Han är även medlem i det polska heavy metal-bandet Black River som gav ut sitt självbetitlade debutalbum 2006 och det andra albumet, "Black 'n' Roll", i september 2009.
Wróblewski har tidigare spelat i banden Neolithic och Swastyka. Under "Sounds of the Underground"-turnén 2006 uppträdde han även med Machine Head.
Orion, Wróblewskis artistnamn, var i den grekiska mytologin son till havsguden Poseidon, och har även gett namn till en av natthimlens stjärnbilder.

## Diskografi

### Med Behemoth
- 2004 – Demigod
- 2006 – Slaves Shall Serve (EP)
- 2007 – The Apostasy
- 2008 – Ezkaton (EP)
- 2009 – Evangelion
- 2014 – The Satanist

### Med Vesania
- 2002 – Moonastray
- 2003 – Firefrost Arcanum
- 2005 – God the lux
- 2007 – Distractive Killusions

### Med Neolithic
- 2004 – Neolithic

### Med Black River
- 2009 – Black River
- 2010 – Black 'n' Roll